# مغزلاوية
المغزلاوية أو الفيوزاريوم (باللاتينية: Fusarium) جنس من الفطريات الخيطية والتي تنتشر بشكل كبير في التربة أو بشكل مترافق مع النبات. معظم أنواعه تكون غير ضارة ورمية.

## الإمراضية

### عند الإنسان
قد تتسبب بعض أنواع جنس المغزلاويات العدوى الانتهازية عند الإنسان. عند الإنسان السوي ذو المناعة الطبيعية تظهر على شكل عدوى الأظافر وأمراض في الطبقة الكيراتينية. أما في الأشخاص ذوي المناعة الضعيفة فإن بعض أنواع المغزلاويات تقوم بعدوى منتشرة في كامل الجسم بعد أن تخترق مجرى الدم، ومن هذه الأنواع المغزلاوية الباذنجانية Fusarium solanae، المغزلاوية حادة الأبواغ Fusarium oxysporum، و فيوزاريوم فيرتيسيليودس Fusarium verticillioides، وفيوزاريوم بروليفيرتوم Fusarium proliferatum .

### في النبات
يسبب هذا الجنس عدة أمراض للنبات ذات أهمية اقتصادية، 
ومنها نوع مغزلاوية النجيليات (فيوزاريوم غرامينيروم) (باللاتينية: Fusarium graminearum) الذي يصيب الحنطة و الشعير.
ومنها النوع Fusarium Oxysporum الذي يسبب مرض الذبول الفيوزاريومي على البندورة